# Agrostis montana
Agrostis montana é uma espécie de gramínea do gênero Agrostis, pertencente à família Poaceae.